# らき☆すた (小説)
本項では、美水かがみの4コマ漫画作品『らき☆すた』原作とする角川スニーカー文庫刊行のライトノベル作品について解説する。またスピンオフ作品である小説作品でも同様に解説する。
登場人物の基本設定については、らき☆すたの登場人物を参照。

## 真・らき☆すた 萌えドリル 〜旅立ち〜 DXパック予約購入特典
ゲーム『真・らき☆すた 萌えドリル 〜旅立ち〜』のDXパック予約購入特典として頒布された冊子で、各キャラクターごとのエピソードがまとめられている。挿絵はそれまでの版権画やゲームイラストの流用。
『らき☆すた』の世界観を元に創作されたものという注記があり、あくまでも二次創作であることが示唆されている。なお、泉そうじろうの大学在学中にかなたがこなたを身ごもっている描写があるが、こなたと成実ゆいの年齢差を考えると不自然である。

## 竹井10日書き下ろし
以下の3作品は竹井10日の文庫書き下ろし作品である。挿画は各巻とも、原作者の美水かがみが描いている。

### らき☆すた殺人事件
2007年9月初版 ISBN ISBN 9784044712037
漫画やアニメの本編とは異なり、かがみが主人公となっている（ちなみに表紙にはこなたの探偵姿が、美水かがみメッセージ☆ぼーどにはつかさが虫めがねを持って「謎は全て解けた」といっている姿がそれぞれ描かれている）。
物語の冒頭でこなたが1ページにつき文庫本1巻分および文庫本20巻分の仕事量の仕事をしたということで、第1章以外に第2巻第1章、第22巻第1章のそれぞれの表紙も掲載されている。
トリックやオチなどはギャグ系の推理小説では使い古されたタイプのものを使用している。
漫画版を原作としているが、こなたがアニメ版のエンディングの3曲目が「に」で始まる番組の曲（忍者キャプター等）ではなかったことにがっかりする（3曲目が忍者キャプターなら「京（キョーダイン）」「ア（アクマイザー3）」「ニ（忍者キャプター）」（京都アニメーションの略）となっていた）などアニメ版との関連もうかがえる（また後述のように、『らっきー☆ちゃんねる』小説出張版も収録されている）。
作中たびたび「ポケロリ」を始めとする著者・竹井の別作品（PCゲーム・小説）などの紹介（コマーシャル）が入っており、かがみとつかさがエロゲーをプレイする場面がある。
ストーリー
いつもと同じような日常。しかし、長く続いたそれは秋葉原で訪れたある転機によって変化を見せる。
岩崎みなみの殺害、そして、そこから連続殺人が始まった。
かがみ達は事件の捜査に乗り出すが、そこには衝撃の真実が隠されていた…

### らき☆すたオンライン
2008年3月初版 ISBN ISBN 9784044712044
前作と同じように、作中たびたび著者（竹井）の別作品（PCゲーム・小説）などの紹介（コマーシャル）が入っている。
テレビアニメや、PS2版ゲーム『らき☆すた 〜陵桜学園 桜藤祭〜』とは、パラレルな関係になっている。
ちなみに表紙の職業はこなた、柊姉妹、みゆき以外は全て適当である。章末ごとに登場キャラのステータスとイラストが描かれているが「岩崎みなみ」だけ省かれている。
ストーリー
文化祭の出し物を決めあぐねている陵桜学園。そこで黒井先生は、オンラインゲームによる対戦で決着をつけようとする。かくして陵桜学園生全員を巻き込んだオンラインゲームが始まった。

### スーパー童話大戦
2008年10月初版 ISBN 9784044712051
本作は本来のらき☆すたの世界とは異なる完全なるパラレルワールドの話であり、登場人物それぞれに童話のキャラクターが当てはめられている。
以下、こなたが赤ずきん、かがみが桃太郎、つかさが白雪姫、みゆきが三蔵法師となっており、他にもゆたかのヘンゼル、みなみの金太郎、パティのシンデレラ、みさおの銀角が表紙にも登場している。
前作・前々作と同様に、作者の他作品のコマーシャルがたびたび入る。

## ゆるゆるでぃず
2009年4月初版 ISBN 9784044742010
本作は雑誌『コンプティーク』で2008年10月号から2009年1月号まで連載の後に文庫化されたもので、前3巻と異なりアニメ版の脚本を担当した待田堂子が執筆し、キャラクターデザインを担当した堀口悠紀子がイラストを描いている。
内容は表題の通り原作と同様の「ゆるゆる」な空気の日常をベースにしており、竹井10日の三部作とは趣が異なっている。OVAの『道に迷った4人』の後日談がある一方、こなたがパスタマシンを知らないなど、テレビアニメとは矛盾している記述がある。

## ひとめこなたに
2012年2月初版 ISBN 978-4-04-100042-7
これまでと異なり、伊豆平成・田中桂の共著による描き下ろし作品。イラストも原作者の美水かがみのものとなっている。
高校生活最後の冬休みに起きた出来事を、かがみの視点で描いた作品。設定が原作準拠となっているため、パトリシア・マーティンは一年生時代にはまだ留学していないことから登場しない。また、峰岸あやのの登場シーンもかなり限られており、台詞もない。また、小早川ゆたかがアニメ『魔法少女まどか☆マギカ』の鹿目まどか、岩崎みなみが暁美ほむらのコスプレをするシーンがある。
あらすじ
高校生活最後の冬休み、かがみは受験勉強や学校の課題、家の神社の手伝いなどに追われていた。だが最後の冬休みということもあり、皆で遊びたいと友人達に会うが、その中でなぜかこなたとは連絡が取れなくなっている。かがみはこなたの身を案じるが……。

## 宮河家の空腹
Webアニメ版『宮河家の空腹』と連動する小説で、『ゆるゆるでぃず』と同様に、Webアニメの脚本を務めた待田堂子が執筆している。